# Jean Rosellen
Jean Rosellen (Colònia, 13 de setembre de 1891 - Clèveris, 16 de gener de 1952) va ser un ciclista alemany, que va córrer entre 1910 i 1929, i combinava la ruta amb la pista.

## Palmarès en ruta
- 1919
  - 1r a la Volta a Colònia amateur
- 1911
  - 1r a la Berlín-Hamburg
- 1912
  - 1r a la Basel-Kleve
  - 1r a la Rund um Iserlohn
  - 1r al Campionat de Baviera
- 1913
  - 1r a la Bochum-Münster-Bochum
- 1919
  - 1r a la Berlín-Cottbus-Berlín

## Palmarès en pista
- 1911
  - 1r als Sis dies de Magúncia (amb Hans Ludwig)
- 1923
  -  Campió d'Alemanya en Mig Fons